# Konstantin Arsenović
Konstantin Arsenović (en serbe cyrillique : Константин Арсеновић ; né le 3 juin 1940 à Gornje Košlje et mort le 31 janvier 2017) est un homme politique serbe. Il est président adjoint du Parti des retraités unis de Serbie (PUPS) et vice-président de l'Assemblée nationale de la république de Serbie.

## Biographie
Konstantin Arsenović naît le 3 juin 1940 à Gornje Košlje, un village situé près de Ljubovija. Après des études secondaires dans une école technique, il étudie à l'Académie technique militaire (Vojnotehnička akademija), à la Haute académie militaire technique (Visoka vojno tehnička akademija), à l'École de commandement (Komandno-štabna škola) et à l'École de défense nationale (Škola nacionalne odbrane).
Il effectue sa carrière militaire au sein de l'Armée populaire yougoslave (JNA) et dans l'Armée de Yougoslavie (VJ) entre 1961 et 2000, année de son départ en retraite.
Sur le plan politique, Konstantin Arsenović participe à la fondation du Parti des retraités unis de Serbie (PUPS) en 2005.
Aux élections législatives anticipées du 11 mai 2008, il figure sur liste de la coalition constituée par le Parti socialiste de Serbie (SPS), le PUPS et Serbie unie (JS). La coalition obtient 313 896 voix, soit 7,58 % des suffrages, et envoie 20 représentants à l'Assemblée nationale de la république de Serbie, dont 5 pour le PUPS ; Konstantin Arsenović est élu député.
Aux élections législatives de 2012, l'alliance électorale de 2008 est reconduite et est emmenée par Ivica Dačić, le président du SPS ; elle obtient 14,51 % des suffrages et 44 députés ; Konstantin Arsenović est réélu et devient vice-président de l'Assemblée.
En plus de cette fonction, il participe aux travaux de la Commission de la protection de l'environnement et de la Commission des droits de l'enfant.